# Krystyna Starczewska

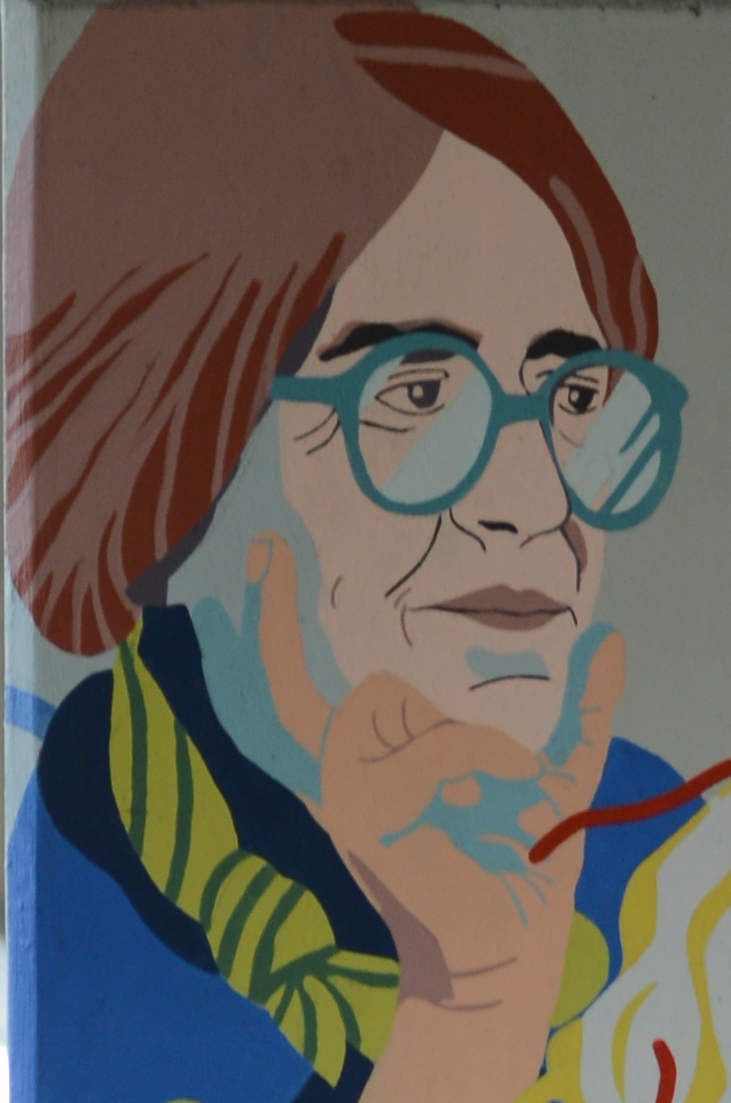
Wizerunek Krystyny Starczewskiej na muralu „Kobiety Wolności” w Gdańsku

Krystyna Kazimiera Starczewska, ps. Anna Kruk, Anna Nej, Julia Lasecka, J.L., Katarzyna, (ur. 16 listopada 1937 w Toruniu) – polska polonistka, filozofka, etyczka i pedagożka. Współtwórczyni i pierwsza dyrektorka I Społecznego Liceum Ogólnokształcącego „Bednarska” w Warszawie, prezeska Krajowego Forum Oświaty Niepublicznej.

## Życiorys
Ukończyła studia na Wydziale Polonistyki Uniwersytetu Warszawskiego (1958). Pracowała w warszawskich szkołach, m.in. w VII Liceum Ogólnokształcącym (1963–1967). Została pozbawiona prawa wykonywania zawodu za „wychowywanie młodzieży w duchu fideizmu”. Doktoryzowała się w Instytucie Filozofii UW w 1971. Od 1970 do 1989 pracowała w Instytucie Filozofii i Socjologii Polskiej Akademii Nauk. Zajmowała się twórczością Jerzego Szaniawskiego i dziełem Janusza Korczaka; psychologią humanistyczną, feminizmem i etyką.
Przed 1989 brała udział w opozycji demokratycznej. W marcu 1968 uczestniczyła w wiecach studenckich. Współpracowała z Komitetem Obrony Robotników, od kwietnia 1978 do 1980 była wykładowczynią Towarzystwa Kursów Naukowych. We wrześniu 1980 zaangażowała się w działalność NSZZ „Solidarność”, m.in. współorganizowała i była członkinią Zarządu NSZZ Pracowników Nauki, Techniki i Oświaty. W latach 1982–1989 redagowała podziemny dwutygodnik „KOS”. 23 sierpnia 1980 dołączyła do apelu 64 uczonych, pisarzy i publicystów do władz komunistycznych o podjęcie dialogu ze strajkującymi robotnikami. W 1989 brała udział obradach podzespołu do spraw oświaty, szkolnictwa wyższego, nauki i postępu technicznego w ramach obrad Okrągłego Stołu.
W 1989 poświęciła się tworzeniu „Bednarskiej” – I Społecznego Liceum Ogólnokształcącego w Warszawie, którego była dyrektorką w latach 1989–2003, a później 20 Społecznego Gimnazjum w Warszawie przy ulicy Raszyńskiej, którego dyrektorką była w latach 2002–2015.
Odznaczona Złotym Krzyżem Zasługi (1999). 21 września 2006 została odznaczona przez Prezydenta RP Lecha Kaczyńskiego Krzyżem Oficerskim Orderu Odrodzenia Polski. Od 2007 należy do Rady Programowej reaktywowanego przez Stefana Bratkowskiego Konwersatorium Doświadczenie i Przyszłość.
W 2009 odznaczona Medalem św. Jerzego. W 2011 została laureatką Nagrody im. Jerzego Zimowskiego.
Jej mężem był Stefan Starczewski.